# Sheldonia
Sheldonia é um género de gastrópode  da família Streptaxidae.
Este género contém as seguintes espécies:
- Sheldonia puzeyi Connolly, 1939
- Sheldonia peoppigii